# Onobrychis viciifolia
Onobrychis viciifolia é uma espécie de planta com flor pertencente à família Fabaceae. 
A autoridade científica da espécie é Scop., tendo sido publicada em Flora Carniolica, Editio Secunda 2: 76. 1772.

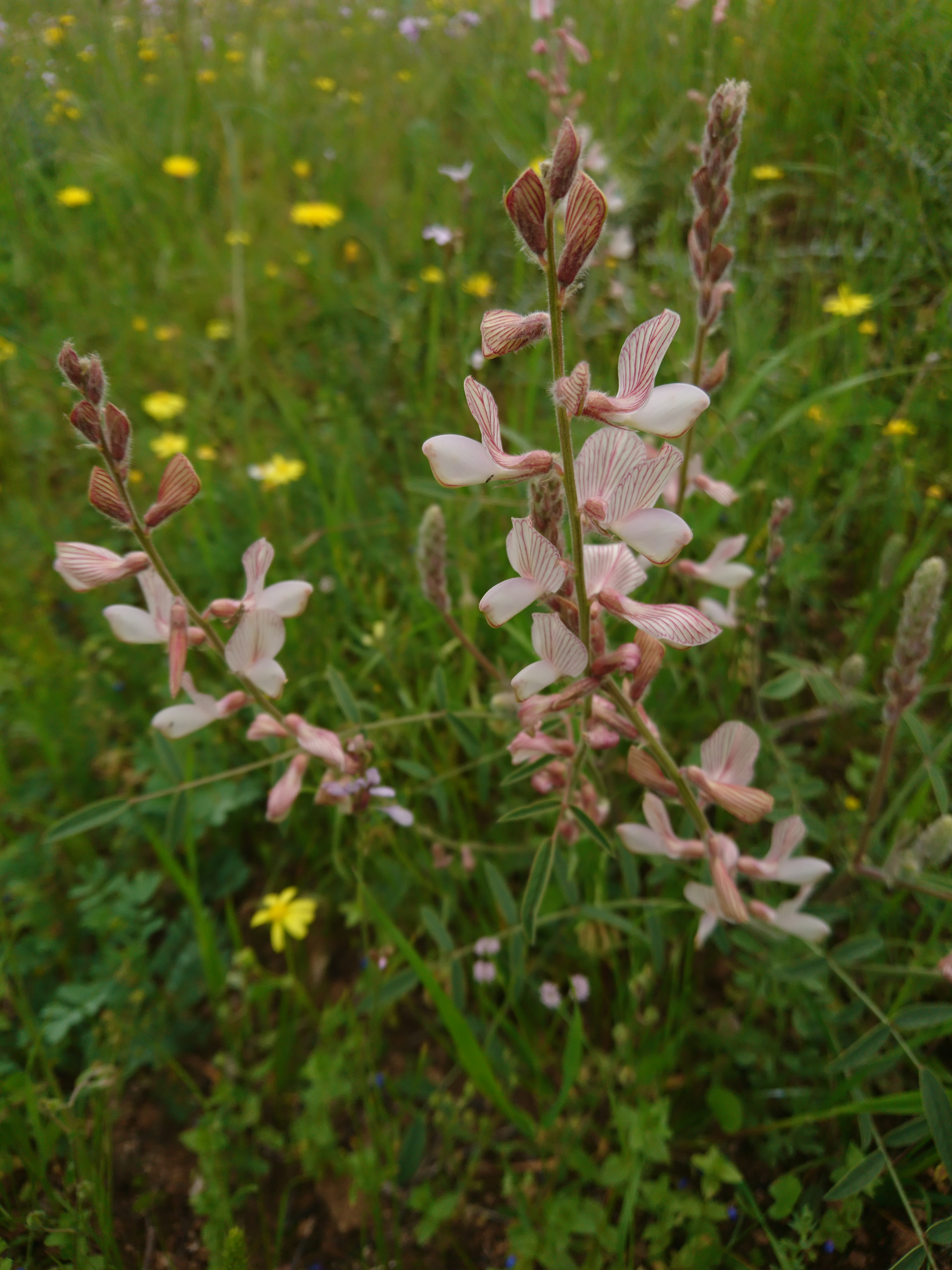
Onobrychis Viciifolia in Behbahan, Iran

## Portugal
Trata-se de uma espécie presente no território português, nomeadamente em Portugal Continental.
Em termos de naturalidade é introduzida na região atrás indicada.

## Protecção
Não se encontra protegida por legislação portuguesa ou da Comunidade Europeia.